# Anomala incolumis
Anomala incolumis är en skalbaggsart som beskrevs av Thomas Casey 1915. Anomala incolumis ingår i släktet Anomala och familjen Rutelidae. Inga underarter finns listade i Catalogue of Life.